# Jeu de drague
Ne doit pas être confondu avec Visual novel.

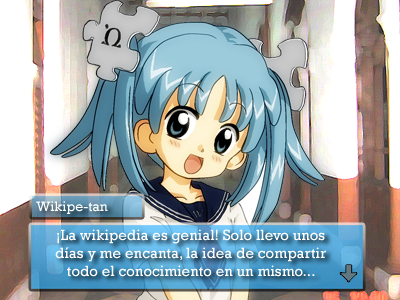
Un jeu de drague de type textuel.

Un jeu de drague, jeu de séduction, ou simulation de drague ou de séduction, également connu sous l'appellation dating simulation, est un jeu vidéo avec des éléments romantiques. Habituellement ces jeux sont japonais. Très peu de ces jeux sont en relation avec un anime, bien que ce soit en effet le cas pour certains, comme Tokimeki Memorial, Angelique, Sotsugyou M et Chobits.

## Définition technique
Un jeu de drague est un jeu de simulation où le joueur joue un rôle, et doit atteindre certains objectifs. L'objectif le plus courant est de sortir avec une fille/femme (il y a généralement plusieurs choix) et de parvenir à un haut niveau relationnel dans un temps limité. Le joueur doit souvent aussi gagner de l'argent, soit en travaillant, soit par d'autres activités. Les attributs du joueur (caractéristiques physiques, mentales, etc.) ont aussi un rôle important et peuvent être améliorés de diverses façons. Toutes ces activités prennent du temps, qui est en fait perdu pour atteindre l'objectif principal mais peut aider ensuite à aller plus vite. Les durées de ces activités sont basées sur des durées réelles.
Techniquement, l'appellation « jeu de drague » se réfère à une catégorie réduite de jeux comme Tokimeki Memorial, qui offrent à la fois de la drague virtuelle et de la simulation. Toutefois en pratique le terme s'applique à tout type de jeu romantique de style anime, incluant ceux qui pourraient être qualifiés de jeux ren'ai ou jeux bishōjo par certains fans.
La définition technique ne couvre que ce qui est considéré comme étant des jeux de simulation ren'ai au Japon, alors que l'usage courant comprend ce que les Japonais considèrent comme étant des jeux d'aventure.

## Caractéristiques
Le style Dōkyūsei a établi les conventions de bases pour les jeux de simulation de drague en 1992. Dans un jeu standard, le joueur contrôle un personnage masculin entouré de personnages féminins. Le gameplay comprend des conversations avec une sélection de filles contrôlées par une intelligence artificielle, dans le but de faire monter le niveau de relation entre le joueur et la fille. Le jeu se joue sur une période fixée, par exemple un mois, etc. À la fin du jeu, soit le joueur a perdu, soit il a gagné s'il est parvenu à remporter le cœur d'une des filles, ou « finir » avec l'une d'entre elles — soit en ayant des relations sexuelles, soit par l'amour éternel. Ce genre de jeux présente plus d'intérêt à être rejoués étant donné que le joueur peut se concentrer sur différentes filles à chaque fois, pour obtenir une fin différente.
Il existe également de nombreux titres dont le personnage principal est de sexe féminin, et où les cibles potentielles sont de sexe masculin. Cela comprend Angelique, Harukanaru Toki no Naka De, La corda d'oro, Kimagure Strawberry Cafe et Tokimeki Memorial Girl's Side. Ce genre est parfois nommé GxB. Il existe aussi les genres masculin/masculin (BL/Yaoi), féminin/féminin (GxG/Yuri), et même des titres sans règles spécifiques.
On trouve également de nombreuses variations sur le thème du jeu. Les romances lycéennes sont les plus communes, mais un jeu de simulation de drague peut également prendre place dans des univers plus fantaisistes, où il peut y avoir des épreuves telles que défendre une fille contre des monstres. Il existe aussi des parodies de ce type de jeu comme Hatoful Boyfriend, une simulation avec des pigeons. Les jeux de simulation de drague, comme leur nom l'indique, cherchent généralement à apporter une ambiance romantique.

## Liste de jeux
- AKB1/149 Ren'ai Sōsenkyo
- Amagami
- Ayakashi Ninden Kunoichiban
- Boyfriend Maker
- Brooktown High
- Comic Party
- Dating sim
- Dead or Alive Xtreme 3
- Dream Club
- Dream Club Zero
- Dōkyūsei
- Encyclopedia Fuckme and the Case of the Vanishing Entree
- Fushigi no Kuni no Angelique
- Girl Friend Beta
- Girl's Garden
- Growlanser Generations
- Growlanser II: The Sense of Justice
- Growlanser III: The Dual Darkness
- Growlanser Wayfarer of Time
- Hatoful Boyfriend
- HuniePop
- Jinkō Shōjo 3
- Katawa Shoujo
- KimiKiss
- Love Plus
- Love Quest
- LovePlus
- Magical Date
- Meine Liebe
- Miami Nights: Singles in the City
- Mitsumete Knight
- Mystic Messenger
- Nakayama Miho no Tokimeki High School
- Nekojishi
- Panzermadels
- Photo Kano
- Record of Agarest War
- Record of Agarest War 2
- Record of Agarest War Zero
- Sakura Wars
- Sakura Wars: So Long, My Love
- Sentimental Graffiti
- Shining Ark
- Shining Blade
- Social computing
- Sprung
- Summer Session
- Sweet Ange
- Template:Tokimeki Memorial
- Tenshitachi no Gogo
- The Sims Social
- Thousand Arms
- Tokimeki Memorial
- Tokimeki Memorial 2
- Tokimeki Memorial 3: Yakusoku no Ano Basho de
- Tokimeki Memorial 4
- Tokimeki Memorial Girl's Side
- Tokimeki Memorial Girl's Side Taisen Puzzle-Dama
- Tokimeki Memorial Girl's Side: 2nd Kiss
- Tokimeki Memorial Girl's Side: 3rd Story
- Tokimeki Memorial Online
- Tokimeki Memorial Only Love
- Tokimeki Memorial Taisen Puzzle-Dama
- True Love